# Army of Ghosts
"Army of Ghost" (KBS 방영 제목: 〈유령의 두 얼굴〉)는 영국의 SF 드라마 《닥터 후》 시즌 2의 열두 번째 에피소드로, 2006년 7월 1일에 처음 방영되었다. 다음 에피소드인 "Doomsday"와 최종화 2부작을 이루며 그 중 1부에 해당되는 에피소드다. 작가는 드라마 프로듀서인 러셀 T 데이비스가 맡았고, 감독은 그레이엄 하퍼가 맡았다.
이 에피소드는 영국 런던을 배경으로 하며, 시점은 "Love & Monsters"에서의 사건이 벌어지고 난 이후이다. 토치우드 기관이라는 비밀 단체가 차원의 틈을 열어 그것을 에너지원으로 활용하려는 실험을 진행 중이었는데, 그 과정에서 나타난 '유령'들이 알고보니 평행세계에서 건너온 사이버맨들로 밝혀지게 됐다는 이야기이다. 그리고 사이버맨들과 똑같이 차원의 틈을 타고 건너온 구형 비행선 속의 정체도 드러나게 된다.

## 줄거리
에피소드는 로즈 타일러의 내레이션과 함께 시작된다. 닥터와 함께했던 지난 날들을 회상하던 로즈는 닥터와의 여행이 영영 끝나지 않을 줄로만 알았다고 말한다. 그런 뒤 이 이야기는 "내가 죽게 되었던 이야기"라고 말한다.
여행을 떠났던 로즈와 닥터가 오랜만에 집으로 돌아와 재키를 만난다. 재키는 때마침 잘 왔다고 기뻐하면서 할아버지가 곧 여기 오실 거라고 말한다. 그런데 할아버지는 이미 10년 전에 돌아가신 상황이었다. 엄마가 정신이 나간 줄 알고 심각해진 로즈는 할아버지는 돌아가셨다고 재키에게 따지지만, 재키는 자기도 알고 있다면서도 오셔서 머물다 가실 거라는 주장을 굽히지 않는다. 그때 정말로 아파트에 흐릿하게 빛나는 사람 형체가 나타난다. 로즈와 닥터는 놀라지만 재키는 익숙한 듯 미소를 짓는다. 이제보니 온 동네에 사람 형체가 나타났는데 동네 사람들 역시 편하게 어울려 놀고 있었고, TV를 틀어보니 이곳만 그런게 아니라 전세계적인 현상인 듯 했다. 재키의 말에 의하면 두달 전쯤 갑자기 전세계에서 수백만에 달하는 '유령'이 나타났다고 한다. 사람들은 처음엔 혼란스러워 했지만 시간이 흐르다보니 한때 사랑했다 세상을 떠난 사람들의 혼이 다시 현실에 나타난 것이라 믿고, 이 '유령'들을 받아들이게 되었다는 것이다.
하지만 닥터는 이러한 생각을 일축하고 그 정체가 뭔지 알아보기 위해서 타디스를 통해 한가지 실험을 진행한다. 이를 통해 유령 하나를 잡아두는 데 성공한 닥터는 그들이 진짜 유령이 아니고 이쪽 우주로 건너오려 하는 누군가의 잔상 같은 거라는 결론에 도달한다. 그리고 타디스로 신호를 역추적해 그곳으로 이동하도록 하는데, 도착한 곳은 토치우드 기관이었다. 타디스 문밖으로 나섰다가 특수부대에게 포위된 닥터 앞에 토치우드 소장인 이본 하트맨이 나타난다. 닥터에 대해 상당한 뒷조사를 한 듯한 이본이 동행자는 어딨냐는 질문을 하자, 닥터는 마침 타디스에 같이 탔던 재키를 '로즈'라 속이고 데려가고, 반대로 로즈는 그대로 타디스 안에 숨어있는다.
이본은 닥터에게 유령 에너지가 눈으로 보이지 않는 차원 간의 틈새에서 나왔다고 설명한다. 그리고 그 틈새를 통해 건너온 거대한 구형체를 먼저 보여준다. 구형체는 분명 눈앞에는 보이는데 온갖 장치와 탐지기를 돌려보아도 없는 것으로 감지되는 기묘한 물체였다. 구형체로 다가가 자세히 살펴보던 닥터는 이내 그것이 '보이드선' (Void Ship)이란 판단을 내린다. 보이드선은 우주와 우주 사이의 빈 공간, 즉 보이드를 통과하기 위해 설계된 비행선인데, 닥터의 말에 따르면 이론상으로나 존재할 뿐 실제로는 불가능한 것이었다. 이게 어떻게 여기까지 왔는지에 대해서는 토치우드도 속시원히 설명하지는 못했지만, 유령 현상만큼은 자신들이 진행한 실험이었다고 밝힌다. 틈새를 강제로 열어서 그것을 일종의 에너지원으로 활용하려 했고, 그 과정에서 유령들이 나타났다 사라지는 이른바 '고스트 시프트' (Ghost Shift)를 실행하던 것이었다. 이본은 어떻게 자신이 닥터에 대해서 잘 아는지에 대해서도 설명하는데, "Tooth and Claw"에서의 일을 계기로 빅토리아 여왕이 닥터를 국가의 존립을 위협할 외계의 적으로 선언하였고 이를 계기로 토치우드 기관이 설립되었다는 것이었다. 그런데 한편으로 이 토치우드 기관에는 정체불명의 집단이 몰래 침투해, 그 직원들을 한 명씩 사로잡아 자기네가 조종할 수 있도록 바꾸고 있었고 그런 식으로 직원 세 명의 정신이 지배되고 있는 상황이었다는 것도 밝혀지지만, 이본이나 닥터 일행은 아직 눈치채지 못한다.
한편 로즈는 타디스를 빠져나와 연구복 차림으로 직원 행세를 하며 토치우드 내부를 돌아보기 시작한다. 이후 구형체가 있는 방까지 도달하는데, 그곳 담당자였던 싱 박사가 다가가 신분을 확인하려 하자 로즈는 닥터의 사이킥 페이퍼로 속이려 한다. 그러나 미리 정신교육 훈련을 받았었던 싱 박사는 로즈가 가짜 직원 행세를 하고 있음을 알아차리고 이본에게 이를 알린다. 그런 뒤 싱 박사는 동료 새뮤얼에게 대문을 봉쇄하라고 시키는데, 이 새뮤얼이 알고보니 평행세계에 남기로 했던 미키 스미스였다. 한편 이본 하트맨은 닥터를 추궁하고 결국 닥터는 그 방에 있는 여자가 진짜 로즈이며 지금 곁에 있는 여자는 로즈의 엄마 재키라고 밝힌다. 그런데 관제센터에 있던 직원 세 명이 갑자기 계획에 없던 고스트 시프트를 개시하고 차원의 틈새를 최고 강도로 열어젖힌다. 고스트 시프트와 함께 수백만의 유령이 전세계 곳곳에 다시 나타나고 이내 본모습을 드러내는데, 다름 아닌 사이버맨이었다. 사이버맨의 등장과 동시에 보이드선도 갑자기 가동되더니 겉표면이 열리기 시작한다. 사이버맨들은 토치우드를 접수하고, 전 인류에게 무조건 항복하여 사이버맨으로 변환될 것을 명령한다. 그 사이 닥터는 사이버맨의 우두머리인 '사이버 리더'에게, 대체 어떻게 보이드선 같은 고도의 기술을 일궈낼 수 있었느냐고 묻는다. 그러나 사이버 리더는 보이드선이 자신들의 것이 아니라고 답한다. 그 구형체가 어디서 튀어나온 건지는 사이버맨들도 몰랐고, 그저 그것을 따라서 틈새를 통과해 건너왔던 모양이었다.
구형체가 있는 방에서 미키는 로즈에게 평행세계에서의 전투 이후 갑자기 사이버맨들이 한순간에 사라져버렸다고 밝힌다. 그리고 사이버맨들이 틈새를 건너간 것을 우연히 포착하고는 그것들을 저지하기 위해 원래 세계로 되돌아왔다고 말한다. 미키 역시 구형체를 제어하는 것은 바로 사이버맨이라고 믿고 있었다. 그 순간 갑자기 구형체의 뚜껑이 열리기 시작하고, 미키는 그 안에서 나오는 무언가를 향해 총을 겨눈다. 그런데 거기서 나온 것은 네 명의 달렉이었다. 자신들이 도착한 이곳이 지구임을 확인한 달렉들은 곧 이런 말을 하며 에피소드가 끝난다. "말살하라! 말살하라!"

### 다른 에피소드와의 연관성
이 에피소드의 주무대는 토치우드 기관이다. 토치우드 기관이 드라마 내에서 묘사된 것은 이 에피소드가 처음이다. '토치우드'라는 단어는 '닥터 후'의 각 글자를 섞어 쓴 일종의 애너그램으로서, 닥터후의 시즌 1을 찍을 당시 외부유출을 막기 위해 촬영본 테이프에 적어두던 가짜 제목이었다. 이후 시즌1의 'Bad Wolf'와 마찬가지로 이번 시즌 내내 언급되는 단어로 취급된다.
에피소드에서 등장하는 사이버맨은 평행우주에서 건너온 사이버맨들로서, 이전 에피소드인 "The Age of Steel"와 "Rise of the Cybermen"에서 다뤄졌다. 사이버맨이 어느 가정집에 들어갈 때 문짝을 박살내고 들어가는데, 이는 사이버맨 특유의 연출로서 〈The Tomb of the Cybermen〉, 〈The Invasion〉, 〈Earthshock〉 등의 올닥 시절 에피소드에서도 나타난다. 또 작중 미키가 언급하는 '사이버킹'은 나중에 "The Next Doctor"에서 등장하게 된다.
또 시즌 3에서 닥터의 새 동행자 마사 존스로 활약하는 프리마 아제만이 처음 출연하는 에피소드이기도 하다. 다만 여기서도 마사 존스로 나오는 것은 아니고, 아돌라 (Adeola)라는 이름의 토치우드 산하 직원으로 출연한다. 이에 대해 시즌 3에서 마사 존스가 "카나리 워프에서 일하던 사촌"이라 언급하고 지나간다. 프리마 아제만이 빌리 파이퍼의 후임 동행자 배역으로 나서게 된 계기는 이 에피소드에서 보여준 연기에 러셀 T 데이비스가 감탄했기 때문이라고 한다.
사이버맨과 달렉이 한 에피소드에 동시에 등장한 사례는 올닥 시절의 〈The Wheel in Space〉, 〈The War Games〉, 〈The Mind of Evil〉, 〈Logopolis〉, 〈The Five Doctors〉 에피소드와 시즌1의 "Dalek"이 있었지만, 사이버맨과 달렉이 동시에 주연급으로 나와 대결하는 것은 이번 2부작이 처음이었다.